# فتات
الفّتَات وجبة طعام في ليبيا. قد تعرف تاريخياً في الأدب العربي باسم «الثريد». وهي عبارة عن رقائق الخبز أو فطيرة منقوعة بالمرق. وهي إحدى الأكلات الشعبية المنتشرة في المناطق الجنوبية في ليبيا حيث من الشائع اعداده في الناسبات الاجتماعية والأفراح كذلك في بعض مناطق الجبل الغربي في غرب ليبيا وإن اختلفت التسميات وطرق الإعداد نسبياً وقد تُعرف في غرب ليبيا باسم الفطيرة
قد يتم اعداده من خبز التنور الشائع في ليبيا. وتحتوي العجينة على دقيق، ماء، ملح وخميرة خبزة. وتعجن جيداً ثم ترتاح ثم يضاف ماء دافي وملح وطرونة، والطرونة معروفة عند مواطني الجنوب الليبي تكسب الخبز لونها الأصفر المميز. يقسم الخبز إلى نصفين وينزع وسطه «شحم الخبزة»
ثم يُقطع باليد، بالإضافة إلى «الطبيخة» أو «مرق اللحم» أو «الحمص» وتقدم بالهريسة الليبية أو الخضار.